# 师素镇
师素镇，是中华人民共和国河北省沧州市肃宁县下辖的一个乡镇级行政单位。面积66平方千米，人口3.88万人（2002年），辖27个行政村。

## 历史
- 1956年建师素乡
- 1958年与付家佐乡合并成立远景公社
- 1961年建师素公社
- 1983年复改乡
- 2014年，河北省民政厅批复同意撤销师素乡，设立师素镇，镇人民政府驻师素村完素路6号[2]。

## 行政区划
师素镇下辖以下地区：
南答村、南河东村、北李庄村、西南庄村、师素村、东答村、北答村、武庄村、东王村、中王村、西王村、南王村、东谈论村、西谈论村、西宋家庄村、海市村、许疃村、南李庄村、西芝兰村、寺上村、曲吕一分村、曲吕三分村、务胜口河东村、务胜口河西村、子由口村、前堤村和后堤村。